# Euprosopia maculipennis
Euprosopia maculipennis är en tvåvingeart som först beskrevs av Guérin-Méneville 1831.  Euprosopia maculipennis ingår i släktet Euprosopia och familjen bredmunsflugor. Inga underarter finns listade i Catalogue of Life.